# N-苯乙基哌啶
N-苯乙基哌啶（或称为1-苯乙基哌啶，开发代号：AC927），分子式C13H19N，是一种选择性的σ-受体的受体拮抗剂。

## 合成
N-苯乙基哌啶可由哌啶和苯乙烯在一种有机镁化合物的催化下反应制得。